# Valentin Muratov
Valentin Muratov (în rusă Юрий Титов; n. 30 iulie 1928, Serpuhov, RSFS Rusă, URSS – d. 6 octombrie 2006, Moscova, Rusia) a fost un gimnast ce a reprezentat Uniunea Republicilor Sovietice Socialiste, medaliat olimpic. A participat la 2 ediții ale Jocurilor Olimpice (1952, 1956) în care a câștigat 4 medalii de aur și o medalie de argint.